# Lasioglossum mahense
Lasioglossum mahense är en biart som först beskrevs av Cameron 1908.  Lasioglossum mahense ingår i släktet smalbin, och familjen vägbin. Inga underarter finns listade i Catalogue of Life.